# Fabio Paparelli
Fabio Paparelli (ur. 27 stycznia 1962 w Terni) – włoski samorządowiec i nauczyciel akademicki, w 2019 p.o. prezydenta Umbrii.

## Życiorys
Ukończył studia politologiczne, był wykładowcą z zakresu prawa i ekonomii. Należał do Włoskiej Partii Socjaldemokratycznej, później przeszedł do Partii Demokratycznej. Początkowo pracował jako doradca polityczny, w latach 90. należał do rady gminy Montecastrilli. Od 1995 do 1999 zasiadał w radzie prowincji Terni, następnie od 2000 był asesorem w prowincjonalnych władzach (odpowiedzialnym za środowisko, planowanie przestrzenne, pracę i turystykę). W 2013 został asesorem w Umbrii, odpowiedzialnym m.in. za handel, informację, planowanie przestrzenne, reformy i sport. Wybrano go radnym Umbrii, w 2018 został wiceprezydentem włoskiego forum bezpieczeństwa miast. Od 28 maja do 11 listopada 2019 tymczasowo sprawował funkcję prezydenta regionu po dymisji Catiuscii Marini.